# Яна Новотна
Яна Новотна (на чешки: Jana Novotná) е чешка тенисистка, състезавала се за Чехословакия и впоследствие за Чехия.

## Биография
Заедно с Хелена Сукова са носителки на два сребърни олимпийски медала от Сеул 1988 и Атланта 1996 г. От игрите в Атланта Новотна има и бронзов медал на сингъл. С отбора на Чехословакия печели Фед Къп през 1988 г.
През 1997 г. Новотна достига до № 2 в световната ранглиста по тенис и побеждава в заключителния турнир на женската тенис асоциация, надигравайки на финала Мери Пиърс.
Новотна е шампионка на сингъл от Уимбълдън през 1998 г. и двукратна финалистка (1993 и 1997 г.). В своята кариера тя печели 16 титли от всички турнири от Големия шлем, от които 12 на двойки жени и 4 на смесени двойки.
През 2005 г. е включена в Международната тенис зала на славата.
Новотна е открита лесбийка. До смъртта си живее със своята партньорка Ивона Кучинска, заедно с която са треньори на Марион Бартоли през 2013 г.
Яна Новотна губи битката с рака на 19 ноември 2017 на 49 години.

## Успехи

### Победи в турнири от Големия шлем (1)
| Година | Турнир    | Съперник     | Резултат |
| 1998   | Уимбълдън | Натали Тозиа | 6–4, 7–6 |

### Загубени финали в турнири от Големия шлем (3)
| Година | Турнир                          | Съперник       | Резултат      |
| 1991   | Открито първенство на Австралия | Моника Селеш   | 5–7, 6–3, 6–1 |
| 1993   | Уимбълдън                       | Щефи Граф      | 7–6, 1–6, 6–4 |
| 1997   | Уимбълдън                       | Мартина Хингис | 2–6, 6–3, 6–3 |

### Титли на двойки в турнири от Големия шлем (12)
| Година | Турнир                              | Партньор              | Съперници                        | Резултат      |
| 1989   | Уимбълдън                           | Хелена Сукова         | Лариса Нейланд Наташа Зверева    | 6–1, 6–2      |
| 1990   | Открито първенство на Австралия     | Хелена Сукова         | Пати Фендик Мери Джо Фернандес   | 7–6, 7–6      |
| 1990   | Откритото първенство на Франция     | Хелена Сукова         | Лариса Нейланд Наташа Зверева    | 6–4, 7–5      |
| 1990   | Уимбълдън (2)                       | Хелена Сукова         | Кати Джордан Елизабет Смайли     | 6–4, 6–0      |
| 1991   | Ролан Гарос (2)                     | Джиджи Фернандес      | Лариса Нейланд Наташа Зверева    | 6–4, 6–0      |
| 1994   | Открито първенство на САЩ           | Аранча Санчес Викарио | Катерина Малеева Робин Уайт      | 6–3, 6–3      |
| 1995   | Открито първенство на Австралия (2) | Аранча Санчес Викарио | Джиджи Фернандес Наташа Зверева  | 6–3, 6–7, 6–4 |
| 1995   | Уимбълдън (3)                       | Аранча Санчес Викарио | Джиджи Фернандес Наташа Зверева  | 5–7, 7–5, 6–4 |
| 1997   | Открито първенство на САЩ (2)       | Линдзи Дейвънпорт     | Джиджи Фернандес Наташа Зверева  | 6–3, 6–4      |
| 1998   | Ролан Гарос (3)                     | Мартина Хингис        | Линдзи Дейвънпорт Наташа Зверева | 6–1, 7–6      |
| 1998   | Уимбълдън (4)                       | Мартина Хингис        | Линдзи Дейвънпорт Наташа Зверева | 6–3, 3–6, 8–6 |
| 1998   | Открито първенство на САЩ (3)       | Мартина Хингис        | Линдзи Дейвънпорт Наташа Зверева | 6–3, 6–3      |

### Загубени финали на двойки в турнири от Големия шлем (11)
| Година | Турнир                          | Партньор              | Съперници                            | Резултат      |
| 1990   | Открито първенство на САЩ       | Хелена Сукова         | Джиджи Фернандес Мартина Навратилова | 6–2, 6–4      |
| 1991   | Открито първенство на Австралия | Джиджи Фернандес      | Пати Фендик Мери Джо Фернандес       | 7–6, 6–1      |
| 1991   | Уимбълдън                       | Джиджи Фернандес      | Лариса Нейланд Наташа Зверева        | 6–4, 3–6, 6–4 |
| 1991   | Открито първенство на САЩ (2)   | Лариса Нейланд        | Пам Шрайвър Наташа Зверева           | 6–4, 4–6, 7–6 |
| 1992   | Уимбълдън (2)                   | Лариса Нейланд        | Джиджи Фернандес Наташа Зверева      | 6–4, 6–1      |
| 1992   | Открито първенство на САЩ (3)   | Лариса Нейланд        | Джиджи Фернандес Наташа Зверева      | 7–6, 6–1      |
| 1993   | Откритото първенство на Франция | Лариса Нейланд        | Джиджи Фернандес Наташа Зверева      | 6–3, 7–5      |
| 1993   | Уимбълдън (3)                   | Лариса Нейланд        | Джиджи Фернандес Наташа Зверева      | 6–4, 6–7, 6–4 |
| 1994   | Ролан Гарос (2)                 | Аранча Санчес Викарио | Джиджи Фернандес Наташа Зверева      | 6–7, 6–4, 7–5 |
| 1994   | Уимбълдън (4)                   | Аранча Санчес Викарио | Джиджи Фернандес Наташа Зверева      | 6–4, 6–1      |
| 1996   | Открито първенство на САЩ (4)   | Аранча Санчес Викарио | Джиджи Фернандес Наташа Зверева      | 1–6, 6–1, 6–4 |

### Титли на смесени двойки в турнири от Големия шлем (4)
| Година | Турнир                              | Партньор | Съперници                        | Резултат      |
| 1988   | Открито първенство на Австралия     | Джим Пю  | Мартина Навратилова Тим Гъликсън | 5–7, 6–2, 6–4 |
| 1988   | Открито първенство на САЩ           | Джим Пю  | Елизабет Смайли Патрик Макенроу  | 7–5, 6–3      |
| 1989   | Открито първенство на Австралия (2) | Джим Пю  | Зина Гарисън Шерууд Стюарт       | 6–3, 6–4      |
| 1989   | Уимбълдън                           | Джим Пю  | Джени Бърн Марк Крацман          | 6-4, 5–7, 6–4 |

### Загубени финали на смесени двойки в турнири от Големия шлем (1)
| Година | Турнир                    | Партньор     | Съперници                   | Резултат |
| 1994   | Открито първенство на САЩ | Тод Уудбридж | Елна Райнах Патрик Гълбрайт | 6–2, 6–4 |